# Мітчелл Стефенс
Мітчелл Стефенс (англ. Mitchell Stephens; 5 лютого 1997, м. Пітерборо, Канада) — канадський хокеїст, центральний нападник. Виступає за «Тампа-Бей Лайтнінг» у НХЛ.
Вихованець хокейної школи «Торонто Марлборос МХА». Виступав за «Сагіно Спіріт» (ОХЛ).
У складі юніорської збірної Канади учасник чемпіонату світу 2015.
Досягнення
- Бронзовий призер юніорського чемпіонату світу (2015)
- Володар Кубка Стенлі (2020)